# Helena Oma
Helena Oma Giralt (Tarrasa, 23 de octubre de 1996) es una baloncestista española que juega como alero en el Casademont Zaragoza de la Liga Femenina. 
Oma es hija de padre ecuatoguineano y madre española. Ha sido internacional en categorías inferiores de la selección española, logrando la medalla de oro en el Europeo Sub-20 de 2016. También es campeona de Liga Femenina Dia y de Super Copa de España, ambas en la temporada 2018-2019. Fue campeona de la Copa de la Reina 2023 en la que fue nombrada MVP del torneo.

## Trayectoria deportiva

### Modalidad de 5x5

#### Etapa de formación
Pasó su carrera formativa en la Joventut Esportiva Terrassa (JET), un club de baloncesto egarense que se encargó de su formación hasta la categoría cadete llegando a debutar con el primer equipo. Después fichó por el Club Basket Almeda, donde jugó por tres temporadas en Copa Catalunya, la máxima competición a nivel autonómico.
Durante el verano de antes de fichar por Spar Citylift Girona, Helena consigue entrar en la selección española de baloncesto, con la que consiguen ganar el Oro en el Campeonato Europeo Sub-20.

#### Temporada 2016-2017
Es en la temporada 2016-17 en la que, con tan solo 19 años, da el salto a Liga Femenina fichando por el Spar Citylift Girona, el club que le abrió las puertas de poder jugar en la máxima competición nacional. Su debut oficial con el equipo en la máxima competición española lo hizo como titular ante el Mann filter Casablanca, el 2 de octubre de 2016 en la primera jornada liguera. Además, el poder jugar en un equipo de primera categoría, le permitió debutar en Eurocup esa misma temporada. Lo hizo el 27 de octubre de 2016 en el primer partido de Eurocup de la temporada, ante el Rutronik Stars Keltern alemán, y las de Gerona se llevaron la victoria por 66-83 con una gran actuación de Helena.

#### Temporada 2017-2018
La temporada 2017-2018 la empieza en Girona pero es a mediados de marzo, en mitad de la competición, donde Helena es cedida al club Agrupació Esportiva Sedis Bàsquet hasta el final de temporada.

#### Temporada 2018-2022
Comenzó en Spar Citylift Girona (17-18), aunque acabó la temporada en La Seu, antes de regresar durante dos campañas y media al equipo catalán, para en enero de 2021 enrolarse en el equipo de Ensino Lugo CB hasta final de temporada.

#### Temporada 2022-Actualidad
Se incorpora a la disciplina de Casademont Zaragoza. donde consigue el 2 de abril de 2023 ser campeona de la Copa de la Reina, la competición se celebró en la propia ciudad de Zaragoza, el equipo se proclamó campeón tras derrotar en la final al Perfumerías Avenida (55-51) y Helena fue nombrada MVP de la final.

### Modalidad de 3x3
Durante el verano de 2019 fue convocada con la selección española de 3x3 para disputar los Juegos Europeos de Minsk 2019, en los que sus compañeras y ella consiguieron un quinto puesto.

## Palmarés

### Modalidad de 5x5
- 2016: Medalla de Oro en el Europeo Sub-20
- 2019: Liga Femenina Dia
- 2019: Super Copa de España
- 2023: Copa de la Reina de España

## Lesiones
Desgraciadamente, uno de los puntos a remarcar en su carrera deportiva es el de su lesión de rodilla, el 5 de enero de 2020, ante Quesos El Pastor en Fontajau. La egarense sufrió una rotura del ligamento cruzado anterior de la rodilla izquierda y se perdió los siguientes 8 meses de competición.
El 16 de noviembre de 2023, en un partido de Casademont Zaragoza contra Baxi Ferrol sufre una nueva rotura de ligamento cruzado, con afección al menisco externo, está vez en su rodilla derecha, por lo que dijo adiós a la temporada.